# Сосновка (Шарканський район)
Сосно́вка (рос. Сосновка) — село у складі Шарканського району Удмуртії, Росія.

## Населення
Населення — 667 осіб (2010; 776 у 2002).
Національний склад станом на 2002:
- удмурти — 82 %

## Урбаноніми[3]
- вулиці — Зарічна, Зеленіна, Ключова, Молодіжна, Нафтовиків, Нова, Польова, Ставкова, Трактова, Центральна, Шкільна
- провулки — Шкільний